# وزير التموين
وزير التموين وهو الوزير المُكلَّف بحقيبة وزارة التموين، المنوطة به المهام المختصّة بتوفير الطعام والمؤن للشّعب وإدارة الأزمات المتعلقة بها في بعض الظروف.
وغالباً ما تكون لها مهام متعددة تلمس حياة المواطن البسيط بشكل مباشر أهمها في ضمان السلع الأساسية للمواطنين، مع توفير الدعم الحكومي المناسب والجودة العالية. وذلك بالتنسيق مع وزارات أخرى.